# Xylophanes elara
Xylophanes elara är en fjärilsart som beskrevs av Druce 1878. Xylophanes elara ingår i släktet Xylophanes och familjen svärmare. Inga underarter finns listade i Catalogue of Life.

## Bildgalleri

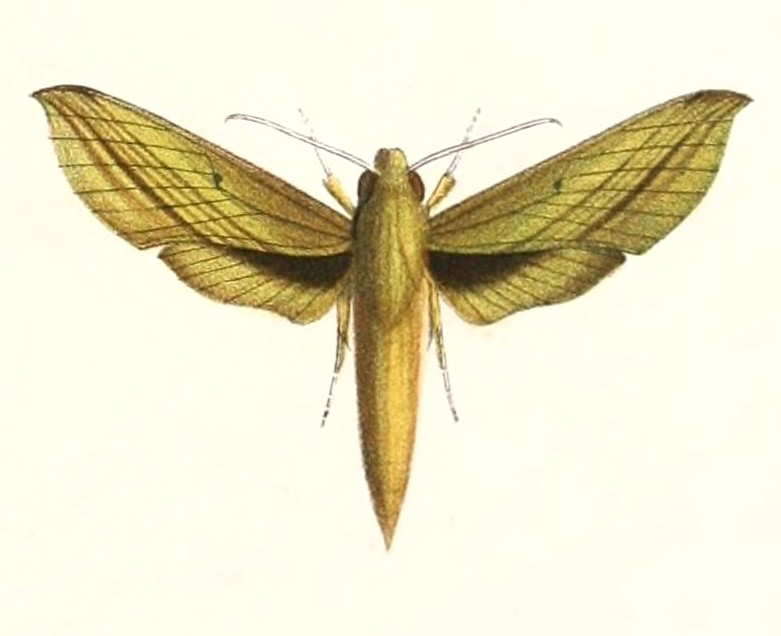
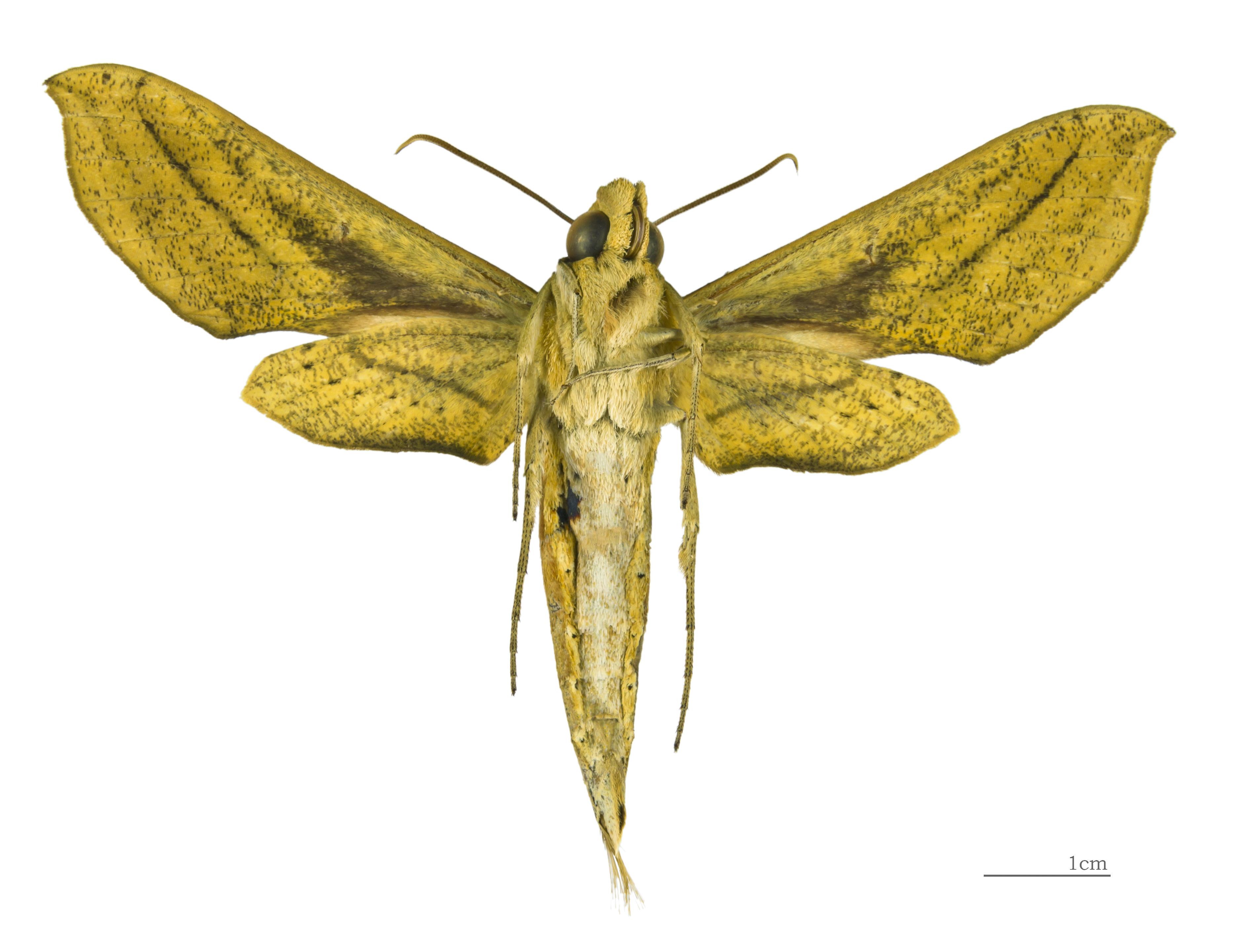
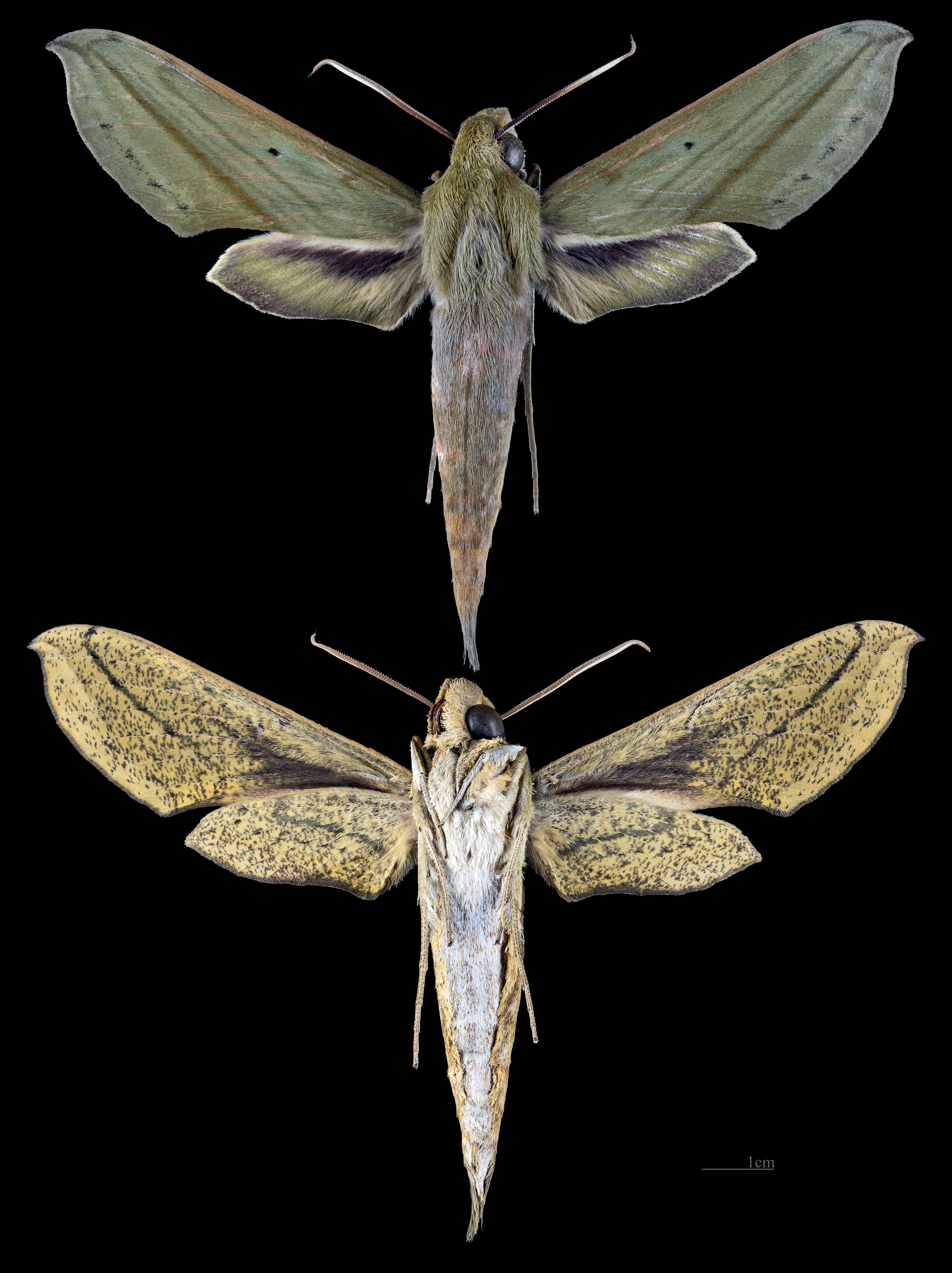